# Trociny

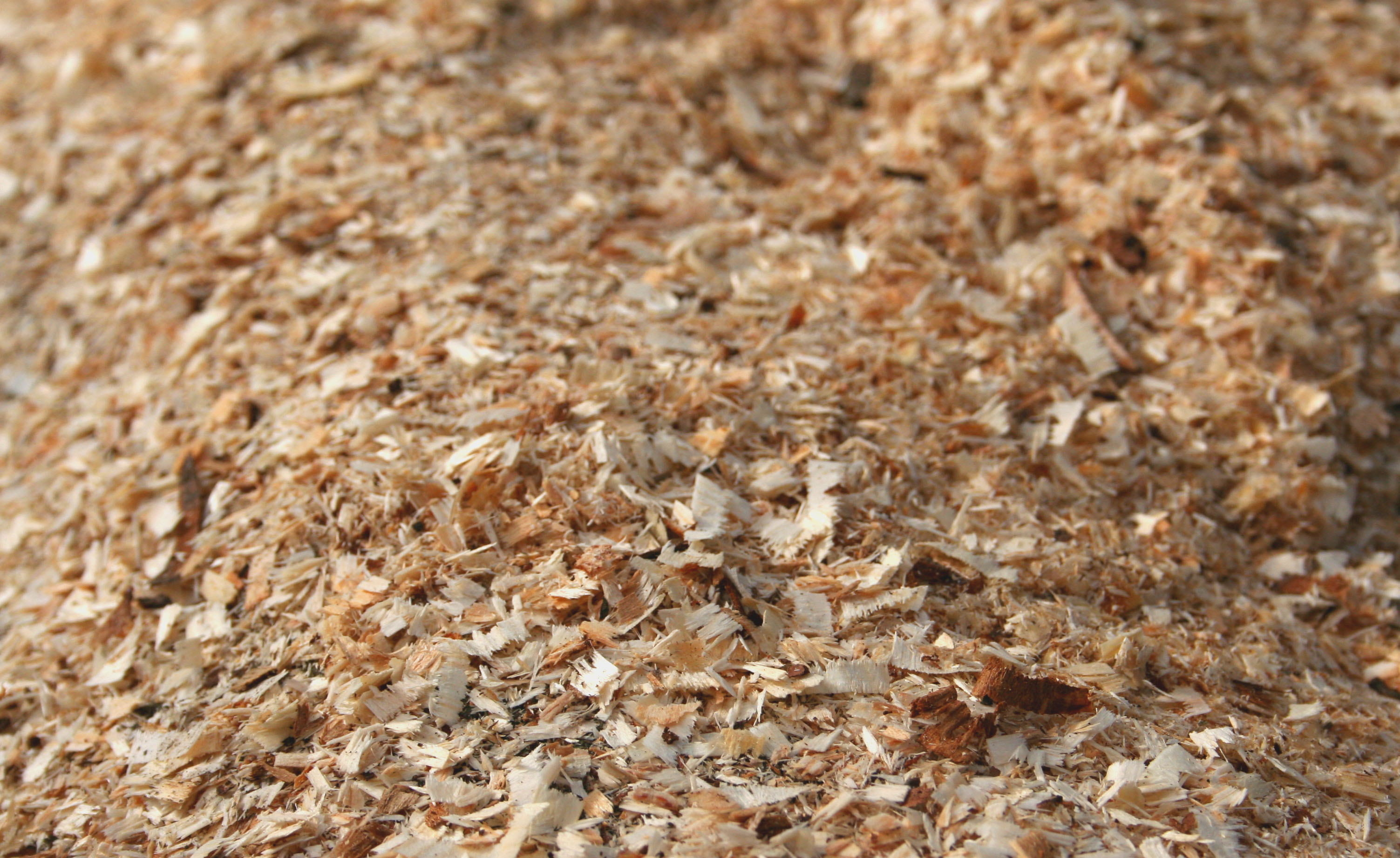
Wiórki trocin

Trociny – drobne wióry, powstające jako odpady obróbki drewna: cięcia, strugania, toczenia itp.
Trociny niegdyś były używane jako materiał konstrukcyjny (wypełniający) i izolacyjny np. w polepie.
Nadal są stosowane jako paliwo w instalacjach grzewczych.
- Paliwo sypkie stosowane cyklicznie. Trocinami wypełnia się cały piec, tzw. trociniak. Proces spalania może trwać nawet kilkadziesiąt godzin, po czym należy wygasić palenisko i proces powtórzyć od początku.
- Paliwo sypkie stosowane ciągle. Trociny dostarczane są poprzez zautomatyzowany podajnik w sposób ciągły do paleniska. Prędkość podawania jest kontrolowana, co umożliwia sterowanie ilością produkowanej energii cieplnej.
- Paliwo w postaci brykietów lub pelletów. Trociny pod znacznym ciśnieniem są (bez dodatku lepiszcza) prasowane i używane podobnie jak drewno czy węgiel.

Oprócz tego trociny stosowane również są w ogrodnictwie jako nawóz organiczny, który po rozłożeniu się dostarcza próchnicy glebie. 